# Dólar de oro de la Exposición de la Compra de Luisiana
El dólar de oro de la Exposición de la Compra de Luisiana es una moneda conmemorativa de 1903. Acuñadas en dos variedades, las monedas fueron diseñadas por el grabador jefe de la Casa de Moneda de los Estados Unidos, Charles E. Barber. Las piezas se emitieron para conmemorar la Exposición de la Compra de Luisiana, celebrada en 1904 en San Luis; una variedad representaba al ex presidente Thomas Jefferson, y la otra, al recién asesinado presidente William McKinley. Aunque no fueron las primeras monedas conmemorativas estadounidenses, sí fueron las primeras en oro.
Los promotores de la Exposición de la Compra de Luisiana, cuya inauguración estaba prevista para 1903, buscaron una moneda conmemorativa para recaudar fondos. El Congreso autorizó la emisión en 1902, y las autoridades de la exposición, incluido el promotor numismático Farran Zerbe, intentaron que la moneda se emitiera con dos diseños, para facilitar las ventas. El precio de cada variedad era de 3 dólares, el mismo coste tanto si se vendía como moneda, como si estaba montada en una joya. 
Las monedas no se vendieron bien y la mayoría se fundieron posteriormente. Zerbe, que había prometido apoyar el precio de emisión de las monedas, no lo hizo, ya que los precios bajaron una vez clausurada la feria (reprogramada para 1904). Esta caída, sin embargo, no afectó en gran medida a la carrera de Zerbe, que pasó a promover otras monedas conmemorativas y a ser presidente de la Asociación Numismática Americana. Las monedas también se recuperaron, recuperando su precio de emisión en 1915; actualmente valen entre unos cientos y varios miles de dólares, dependiendo de su estado.

## Antecedentes
Gran parte de la zona cercana al río Misisipi fue explorada por exploradores franceses en los siglos XVII y XVIII. En 1682, René-Robert Cavelier, Sieur de La Salle, reclamó para Francia toda la zona drenada por el río, bautizándola como Luisiana en honor a Luis XIV. Aunque la mayor parte del territorio francés en el hemisferio occidental se perdió en la Guerra franco-indígena (1756-1763), la cuenca del Misisipi no pasó a los vencedores de esa guerra (principalmente los británicos), ya que había sido transferida secretamente a España por el Tratado de Fontainebleau de 1762.
Napoleón llegó al poder en 1799. Soñando con un imperio francés renovado, consiguió que España le devolviera el territorio de Luisiana mediante el Tercer Tratado de San Ildefonso del año siguiente y otros acuerdos. Estos pactos fueron inicialmente secretos, y el recién estrenado presidente estadounidense Thomas Jefferson se enteró de ellos en 1801. Temiendo que el puerto de Nueva Orleans se cerrara a la navegación estadounidense, envió al ex senador de Virginia James Monroe a Francia para que ayudara al ministro estadounidense Robert Livingston a comprar el bajo Mississippi; el Congreso destinó 2 millones de dólares a tal fin.

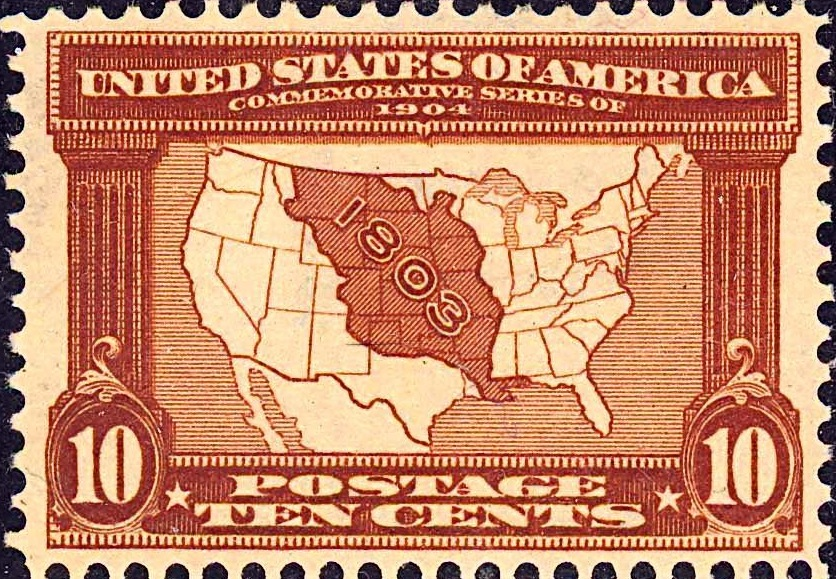
Sello de diez centavos emitido para la Louisiana Purchase Exposition mostrando la parte de los Estados Unidos que procedía de la compra de Luisiana.

Cuando los estadounidenses se reunieron con Napoleón, descubrieron que el emperador deseaba vender todo el territorio, gran parte del cual estaba sin cartografiar y sin explorar por los hombres blancos; Napoleón se enfrentaba a la derrota en la rebelión de Haití y temía que los británicos intentaran capturar Nueva Orleans, lo que significaría que perdería Luisiana sin ninguna compensación. Tras un regateo, acordaron un precio de 60 millones de francos, más 20 millones más para pagar las reclamaciones de los ciudadanos americanos contra Francia, un total de unos 15 millones de dólares, con los que se pagaron unas 828.500 millas cuadradas (2.146.000 km2) de tierra. El tratado se firmó el 30 de abril de 1803 y, aunque se cuestionó si había poder constitucional para tal compra, el Senado estadounidense ratificó el tratado el 20 de octubre de 1803. Estados Unidos tomó posesión formal dos meses después.
La Compra de Luisiana duplicó el tamaño de los Estados Unidos, y hoy en día forma gran parte del centro del país. Deseoso de honrar el centenario de la compra, el Congreso aprobó la legislación que autorizaba una exposición; la ley fue firmada por el presidente William McKinley el 3 de marzo de 1901. McKinley fue asesinado en septiembre de ese año.